# Jef (lied)
Jef is een lied deels geschreven en gezongen door Ivan Heylen uit 1982.

## Lied
Het is een vrije Nederlandstalige vertaling naar Oost-Vlaams dialect van het in 1964 door Jacques Brel uitgebrachte gelijknamige Franstalige nummer. Van het nummer van Brel dat over vriendschap van twee dronkaards gaat bestaan verschillende vertalingen, waaronder een van Stef Bos en een van Benny Neyman en dus ook van Heylen. De versie van Heylen valt op door de enorme vuur en passie waarmee het lied wordt gezongen. Ook de intensiteit en felheid van de gekozen woorden zoals "ballen", "radijzen", "janken", "wijven", "hoeren" en "naaien" vallen op.

### Beknopte inhoud lied
Het lied gaat over de vriendschap van twee dronkaards van ongeveer 40 jaar die een verlangen hebben naar de tijd dat ze nog jong waren en nog niet aan de drank verslaafd. De een probeert de ander, Jef, te troosten omdat zijn "meid" hem heeft verlaten maar in werkelijkheid een hoer is. Hij zegt zich te schamen voor hem en stelt dat hij geen man is omdat hij maar blijft huilen en zelfmoord suggereert. Ook beurt hij Jef op met de woorden dat hij tien keer beter is dan die meid waar heel de straat volgens hem op "rijdt" en dat hij van zich moet afbijten. Hij stelt voor een gitaar te kopen en hun geluk te beproeven in Parijs en daar voor het publiek op te treden. De een zou zingen met gitaar en Jef zou het publiek aan het lachen maken door raar te doen maar dat gaat niet door. Ze besluiten zich van hun laatste geld te bezatten en naar een bordeel te gaan waar Jef zich uitleeft en "keelt" als een "driekwart hoer" met zijn "radijzen" speelt. De ander hoopt dat hij weer de oude wordt en het lied eindigt dan ook met de woorden " Goed Jef, goed, steek die stoute smoel vooruit, goed, ja goed".

## Ontvangst
Jef (afspeeltijd 4:04) werd in 1982 op single uitgebracht, vermoedelijk alleen in Nederland. Op de achterkant van de hoes was op een aantal versies de tekst afgedrukt. B-kant was het door Heylen, Adams en Klaris geschreven Moeder (3:30). Het was een single uitgebracht tussen twee langspeelplaten in. Het stond vier weken in de Top 40 met als hoogste plaats de 25e; in de Nationale Hitparade stond het acht weken genoteerd met een hoogste notering op 21. Het verscheen later wel op compilatiealbums. In 1990 werd het opnieuw uitgebracht met Vrouw en vrouw op de B-kant geperst via CNR Records, ook vermoedelijk alleen in Nederland.